# Virgularia

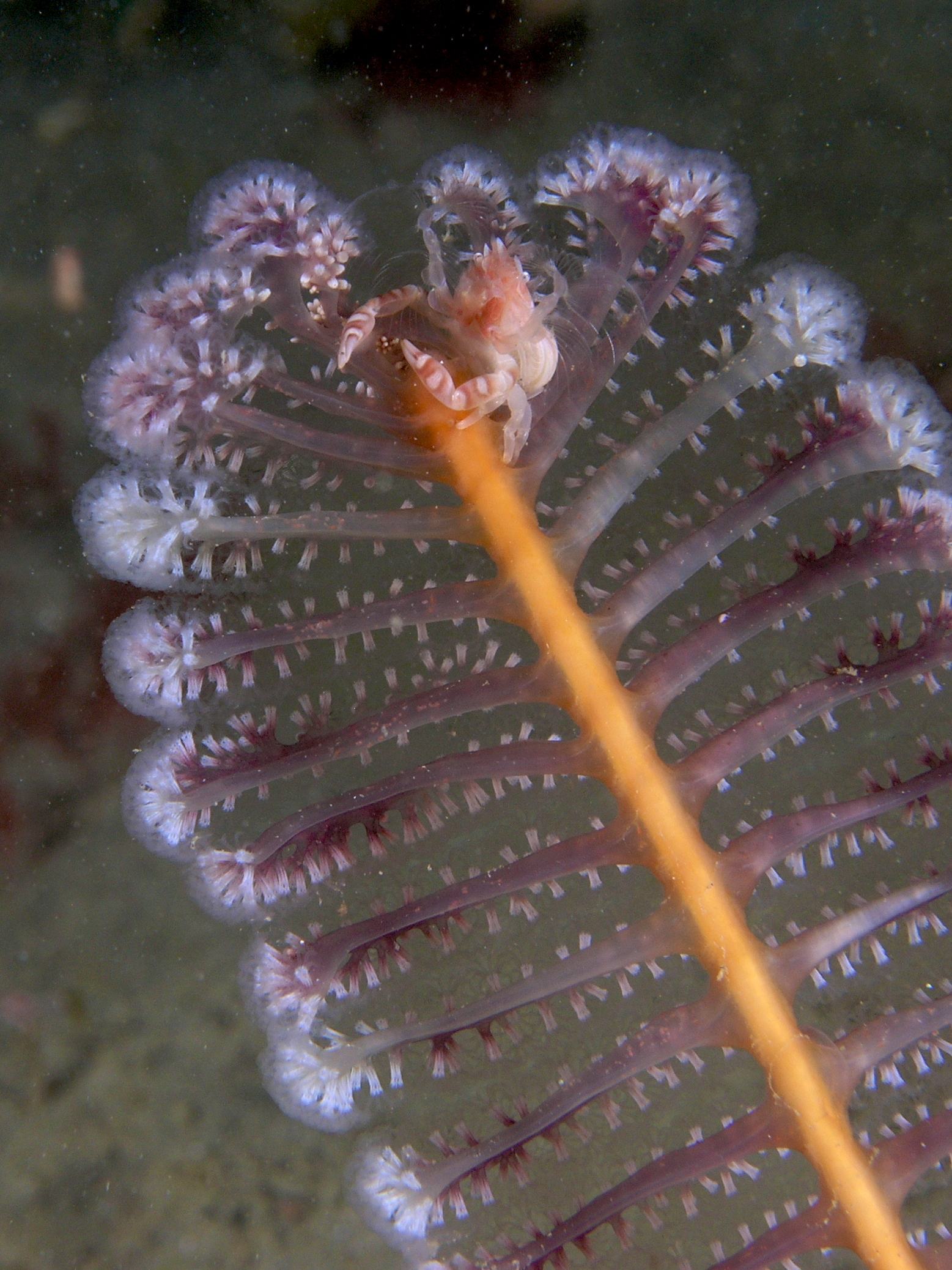
Porcellanella picta (cangrejo porcelana) en Virgularia sp

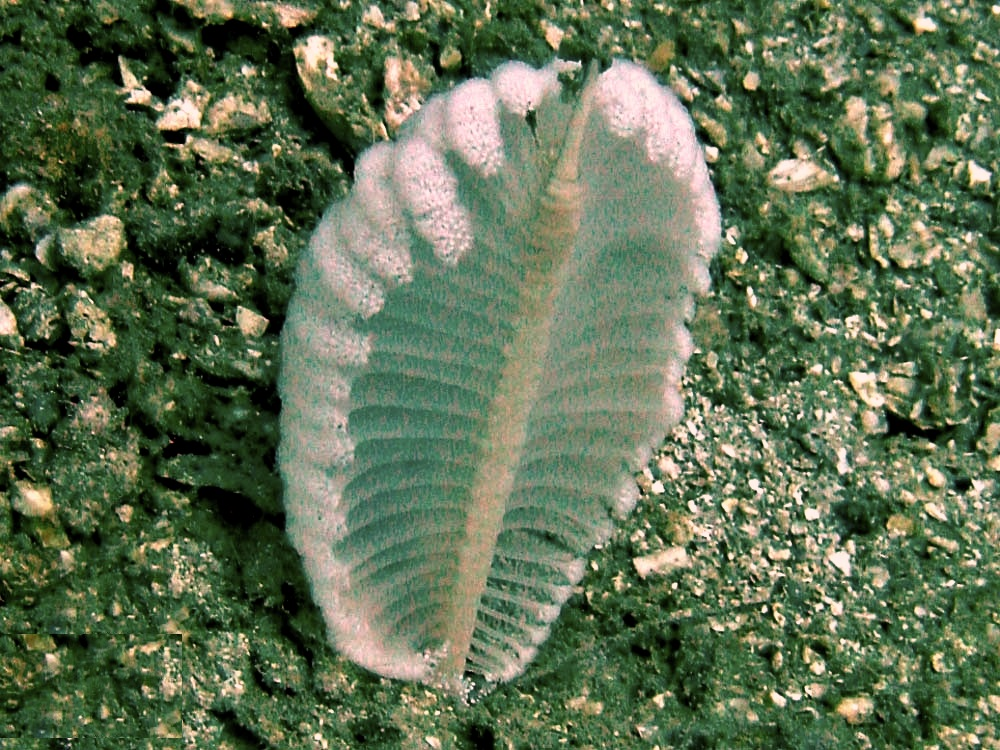
Virgularia sp en Koh Phangan, Tailandia

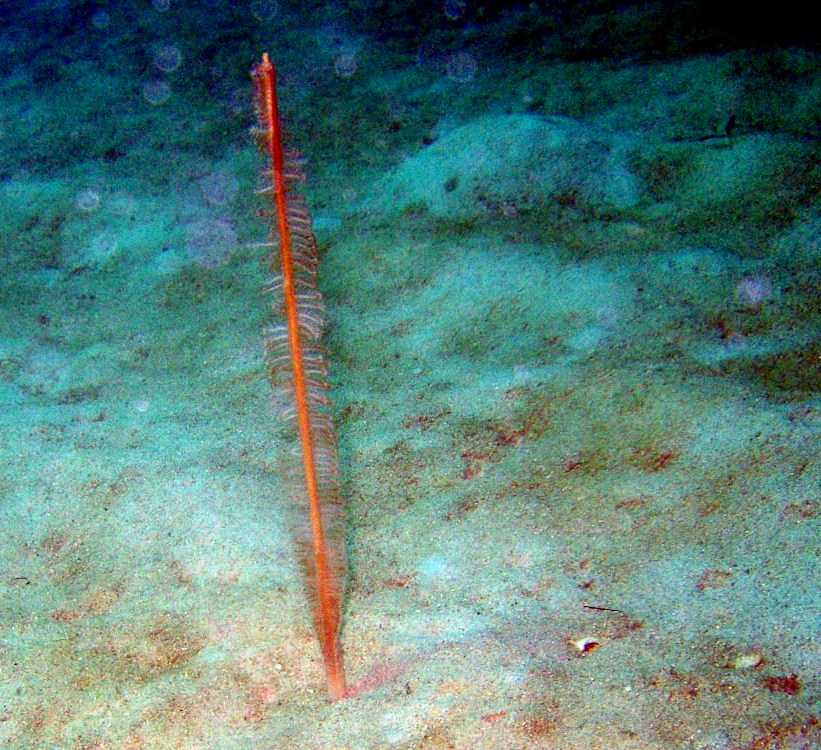
Virgularia gustaviana en Koh Phangan, Tailandia

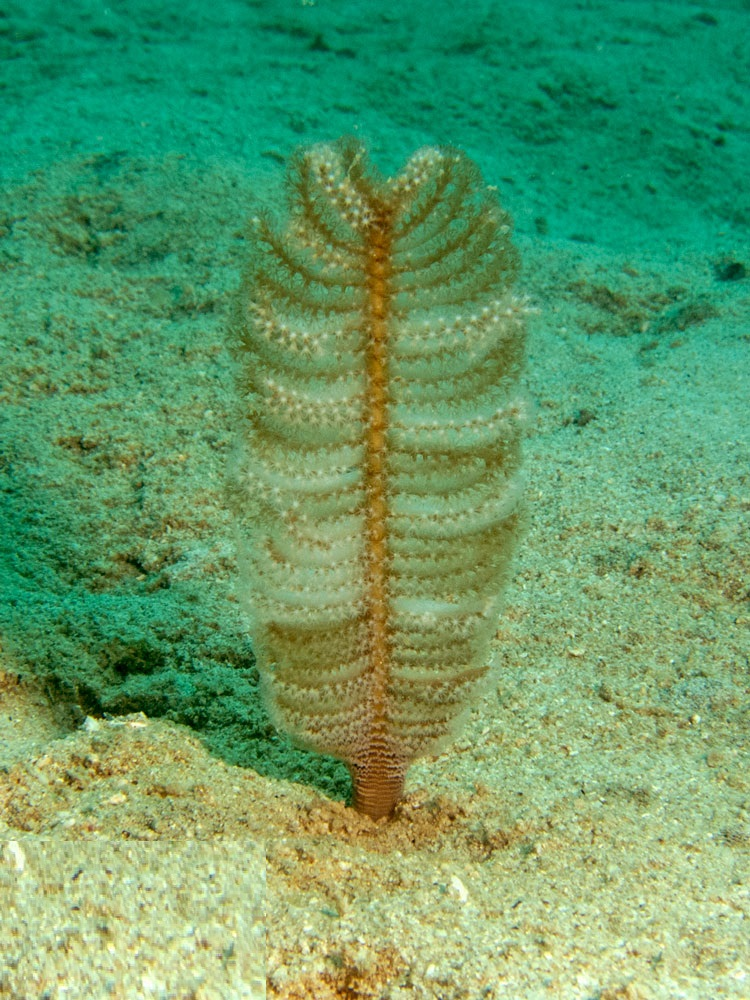
Virgularia sp en Koh Phangan

Virgularia es un género de plumas de mar de la familia Virgulariidae, orden Pennatulacea.
Se distribuyen por todos los océanos, desde el Ártico al Antártico, y en un amplio rango de profundidades y temperaturas, desde 0 a más de 2000 m, tanto en aguas casi heladas como tropicales.

## Especies
El Registro Mundial de Especies Marinas reconoce las siguientes especies en el género:
- Virgularia abies Kölliker, 1870
- Virgularia agassizi Studer, 1894
- Virgularia alba (Nutting, 1912)
- Virgularia brochi Kükenthal, 1915
- Virgularia bromleyi Kölliker, 1880
- Virgularia densa Tixier-Durivault, 1966
- Virgularia galapagensis Hickson, 1930
- Virgularia glacialis Kölliker, 1870
- Virgularia gracilis
- Virgularia gracillima Kõlliker, 1880
- Virgularia gustaviana (Herklots, 1863)
- Virgularia halisceptrum Broch, 1910
- Virgularia juncea (Pallas, 1766)
- Virgularia kophameli May, 1899
- Virgularia loveni Utinomi, 1971
- Virgularia mirabilis (Müller, 1776)
- Virgularia presbytes Bayer, 1955
- Virgularia reinwardti Herklots, 1858
- Virgularia rumphi Kölliker, 1870
- Virgularia schultzei Kükenthal, 1910
- Virgularia tuberculata Marshall, 1883

- Virgularia patagonica (nomen nudum)

## Morfología
La colonia de pólipos está soportada por un eje interno, en forma de vara, llamado raquis, compuesto de calcita pero sin escleritos, similar a la estructura de algunas gorgonias marinas. Este raquis es de sección transversal circular. De simetría bilateral, los pólipos autozoides de ocho tentáculos se alinean regularmente a lo largo del margen de las hojas, que a su vez están dispuestas en forma opuesta a un lado y otro del raquis. Estos pólipos autozoides son retráctiles, de forma tubular y están fusionados, en la mayor parte de su tamaño, con los otros pólipos adyacentes de la hoja, que puede soportar entre tres y cien pólipos. Pequeños puntos blancos entre los pólipos de alimentación, son los pólipos sifonozoides, que actúan como bombas para expandir o desinflar la colonia. La parte basal de la colonia, o pedúnculo, está enterrada en el sustrato, y carece de pólipos.
Cuando se les molesta pueden retraerse y enterrarse en el sedimento con rapidez.
Los colores pueden ser rojo, marrón, naranja, púrpura o blanco.
Algunas especies poseen zooxantelas. Otras, como V. mirabilis, son bioluminiscentes.

## Reproducción
Son gonocóricos, o de sexos separados. Alcanzan la madurez sexual al año de vida. Los gametos se producen en los pólipos autozoides. Los huevos maduros miden entre 200 y 300 μm. El total de huevos de una colonia de 70 cm de alta se estima en unos 87.000.

## Alimentación
Se alimentan captando partículas en suspensión con los tentáculos de los pólipos autozoides. En las especies con zooxantelas, las algas realizan la fotosíntesis produciendo oxígeno y azúcares, que son aprovechados por los pólipos, y se alimentan de los catabolitos del coral, especialmente fósforo y nitrógeno.

## Hábitat y comportamiento
Habitan tanto en planicies y montañas marinas de aguas profundas, como en parches de arena de aguas superficiales próximas a arrecifes. La mayoría de especies de aguas superficiales son nocturnas, permaneciendo enterradas en la arena durante el día y emergiendo al atardecer.
El rango de profundidad del conjunto de especies es de 0 a 2.214 m, y el de temperatura se sitúa entre -0.96 y 27.06 °C.
Suelen alojar con frecuencia pequeños cangrejos, como Porcellanella picta, gambas, ofiuros o nudibranquios.

## Distribución geográfica
Se distribuyen en todos los océanos, Atlántico, Índico y Pacífico, incluso en partes del Ártico y del Antártico. Tanto en aguas casi heladas, como en los trópicos. La mayor diversidad de especies se encuentra en el Indo-Pacífico, pero ocurren desde Alaska o Islandia, hasta Tierra de Fuego
, Nueva Zelanda o la Antártida.